# Erythrochrus
Erythrochrus is een geslacht van vlinders van de familie Hyblaeidae.

## Soorten
- E. bicolor Herrich-Schäffer, 1858
- E. notabilis Schaus, 1911